# Бучине
Бучине (муніципалітет) (італ. Bucine) — муніципалітет в Італії, у регіоні Тоскана,  провінція Ареццо.
Бучине (муніципалітет) розташоване на відстані близько 190 км на північ від Рима, 45 км на південний схід від Флоренції, 21 км на захід від Ареццо.
Населення — 10 182 особи (2014).

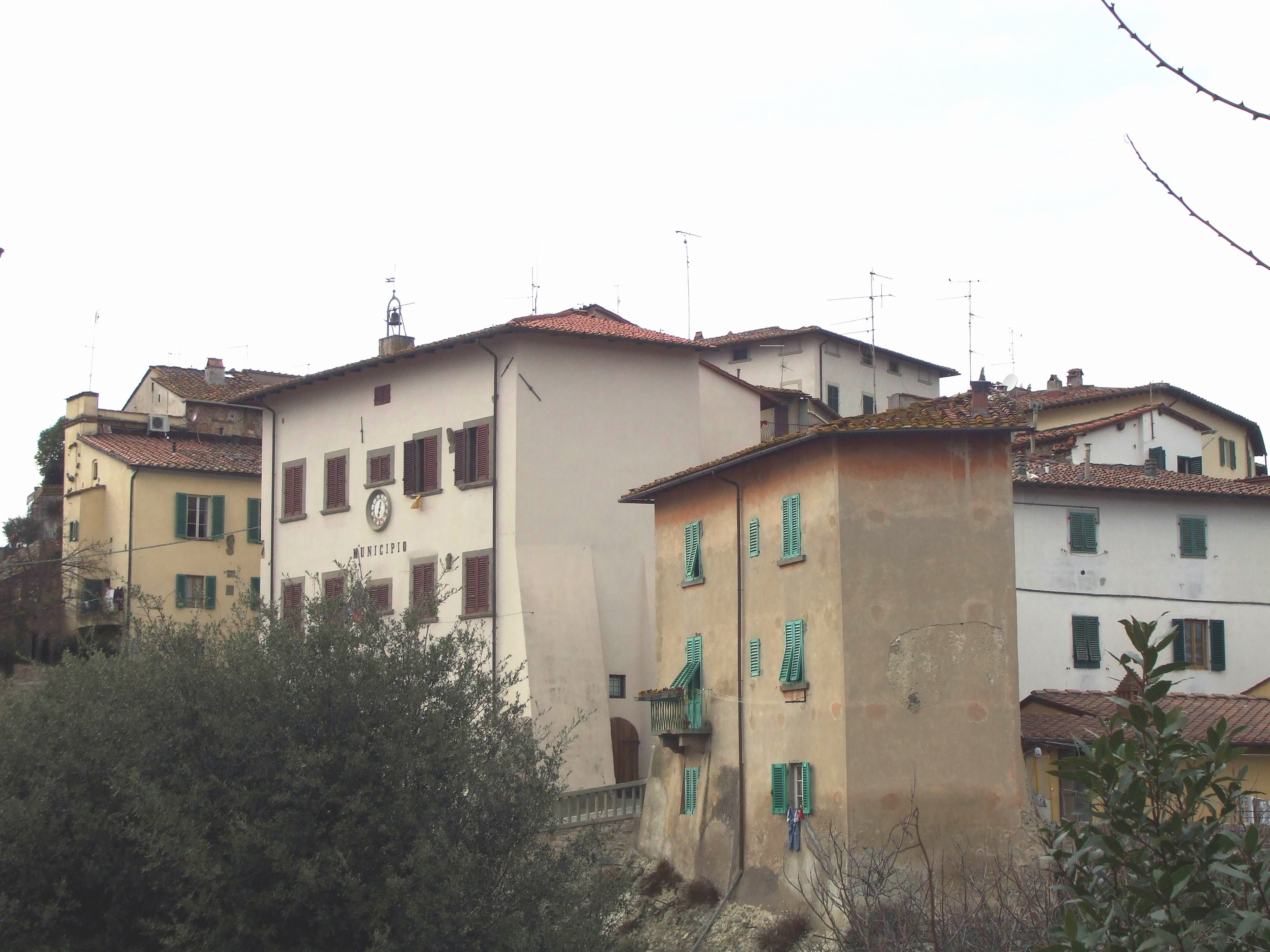

Щорічний фестиваль відбувається 23 липня. 

## Демографія
Населення за роками:

Станом на 1 січня 2023 року в муніципалітеті офіційно проживало 848 іноземців з 55 країн, серед них 267 громадян країн Євросоюзу та 11 громадян України.

## Сусідні муніципалітети
- Кастельнуово-Берарденга
- Чивітелла-ін-Валь-ді-К'яна
- Гайоле-ін-К'янті
- Монте-Сан-Савіно
- Монтеваркі
- Перджине-Вальдарно
- Раполано-Терме